# Albergaria-a-Velha
Albergaria-a-Velha é uma cidade portuguesa, sede do Município de Albergaria-a-Velha do Distrito de Aveiro, com 9.036 habitantes (2021).
O município de Albergaria-a-Velha tem uma área de 158,830 km² e 24 840 habitantes (2021), subdividido em seis freguesias. O município é limitado a norte pelos municípios de Estarreja e Oliveira de Azeméis, a leste por Sever do Vouga, a sueste por Águeda, a sudoeste por Aveiro, e a noroeste, através de um canal da Ria de Aveiro, pela Murtosa. O município é fortemente afetado por incêndios.
Estatisticamente, o Município de Albergaria-a-Velha faz parte da Região de Aveiro (NUTS III), que por sua vez está incluida na Região Centro (NUTS II) e em Portugal Continental (NUTS I).

## História

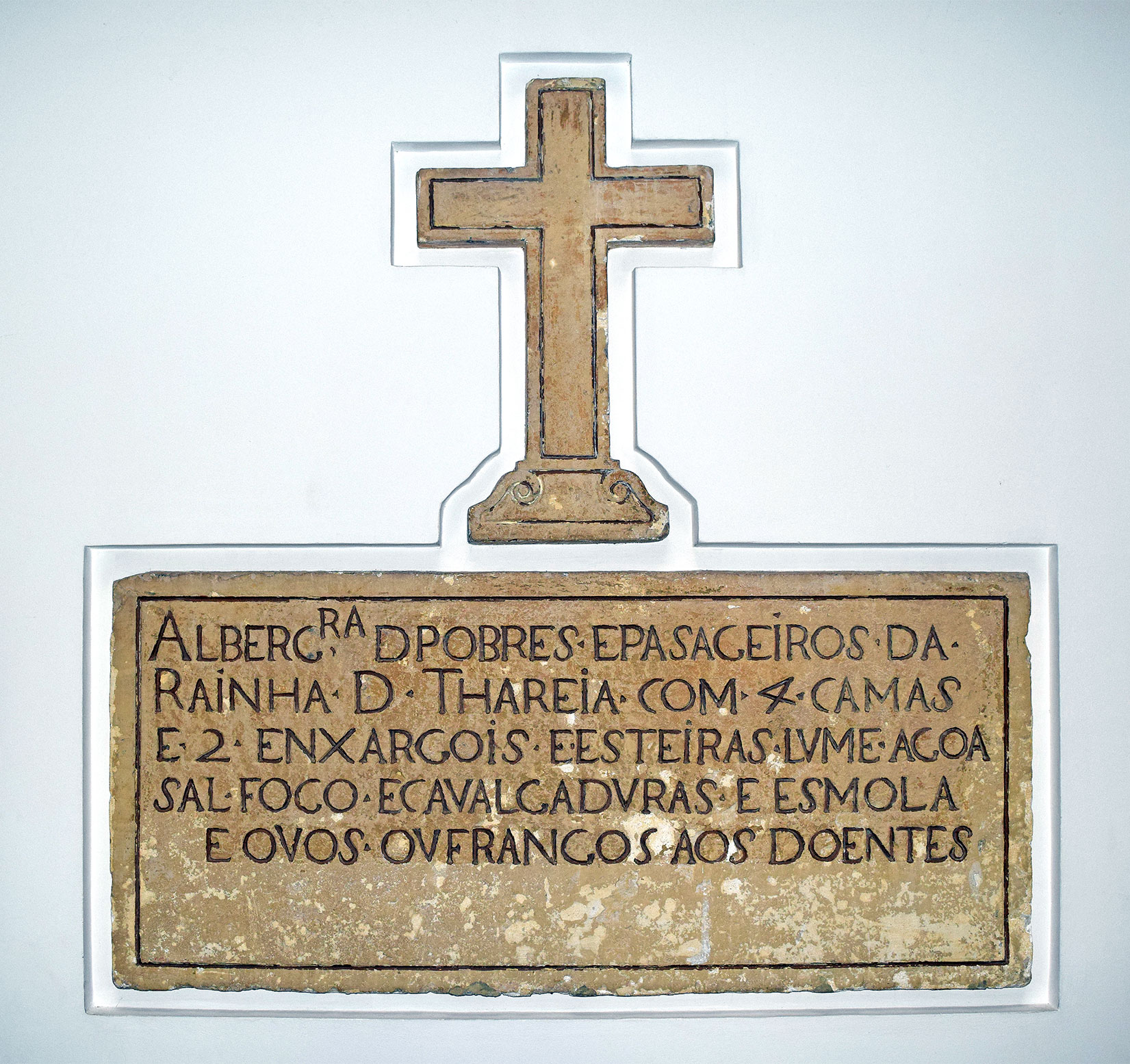
Lápide do Real Hospital de Albergaria

Em 1117, D. Teresa, rainha de Portugal e mãe de D. Afonso Henriques, doou vastas terras ao fidalgo Gonçalo Eriz. Como contrapartida, o fidalgo comprometeu-se a manter aberta uma Albergaria para acolher os viajantes pobres.
A Carta do Couto de Osselôa é considerado o primeiro documento em que Portugal figura com o título de reino  e constitui a certidão de nascimento e de batismo de Albergaria-a-Velha.
Os primeiros registos de Albergaria como Vila surgem em meados do século XVI, na forma de uma lápide existente nos Paços do Concelho, oriunda da frontaria do primeiro Hospital. Foi mandada colocar no Hospital por Acórdão da Relação de Lisboa, de 27 de Maio de 1629.
No dia 6 de abril de 2011, por deliberação do plenário da Assembleia da República, Albergaria-a-Velha é elevada à categoria de cidade.

## Evolução da divisão administrativa
O território que hoje compõe o município de Albergaria-a-Velha tem ocupação humana desde a pré-história, conforme os sítios arqueológicos o demonstram. Chegados ao século XVI, este território estava dividido por diversos concelhos autónomos: Angeja, Frossos, Paus e Pinheiro, enquanto os restantes aglomerados populacionais se mantinham na jurisdição de outros concelhos: Aveiro, Bemposta, Recardães e Vouga.
Com o advento do Liberalismo, no início do reinado de D. Maria II foi então promovida a elevação de Albergaria-a-Velha à categoria de Vila e criado o seu concelho, retirando-a do concelho de Aveiro. Para esse fim, foi anexado o concelho de Angeja (temporariamente extinto), a freguesia de São João de Loure e parte da freguesia de Valmaior (do concelho de Aveiro). No dia 13 de fevereiro de 1835, teve lugar a primeira sessão, na presença da maior parte do povo da mesma Villa, apesar de só ser oficializado por Decreto de 23 de julho de 1835, para logo em setembro de 1835 lhe ser acrescentado o concelho de Paus.
A 6 de Novembro de 1836, foram extintos os concelhos de Frossos e de Recardães. O primeiro foi por poucos dias integrado no concelho de Albergaria-a-Velha, até que em janeiro de 1837 passa a integrar o restaurado concelho de Angeja. Do segundo, uma parte da freguesia de Valmaior passou para o concelho de Albergaria-a-Velha. Pouco depois, a 18 de março de 1842, foi extinto o concelho de Paus, ficando uma parte (Alquerubim e Paus) para o concelho de Albergaria-a-Velha, e outra para o concelho de Águeda. No entanto pouco tempo duraria esta medida, uma vez que em maio de 1842, na sequência da ditadura de Costa Cabral, viria a ser restaurado o concelho de Paus e extinto temporariamente o de Albergaria-a-Velha. Assim se prolongou até maio de 1846, altura em que, na sequência da revolta designada por "Maria da Fonte", foi restaurado o concelho de Albergaria-a-Velha.
Poucos anos mais tarde, o Decreto de 31 de dezembro de 1853 extinguiu os concelhos de Angeja e de Vouga. Do primeiro, passaram a integrar o concelho de Albergaria-a-Velha as freguesias de Angeja e Frossos, ficando as freguesias de Canelas e Fermelã para o concelho de Estarreja. Do segundo, viria a ser incorporada no concelho de Albergaria-a-Velha outra parte da freguesia de Valmaior. Mas só em 1855 o concelho de Albergaria-a-Velha viria a assumir a totalidade do seu atual território, com a anexação das freguesias da Branca e da Ribeira de Fráguas. Foi ao longo de cerca de vinte anos que se foram congregando os territórios que constituem o concelho de Albergaria-a-Velha, nem sempre de forma fácil e ordeira. Os Paços do Concelho de Albergaria-a-Velha foram funcionando em casas arrendadas, até que em 1869 se deram início às obras do atual edifício, que apenas foi inaugurado em 1897. Foi por esta altura que, no período compreendido entre 1895 e 1898, o concelho de Albergaria-a-Velha anexou o concelho de Sever do Vouga.
A partir de Janeiro de 2013, o município de Albergaria-a-Velha sofreu uma nova reorganização, sendo agregadas as freguesias de Frossos e de Valmaior, respetivamente, a São João de Loure e Albergaria-a-Velha. Desta forma, o município de Albergaria-a-Velha é presentemente constituído por seis freguesias: União das freguesias de Albergaria-a-Velha e Valmaior, União das freguesias de São João de Loure e Frossos, Alquerubim, Angeja, Branca e Ribeira de Fráguas.

Freguesias do município de Albergaria-a-Velha

## Freguesias
O município de Albergaria-a-Velha está dividido em 6 freguesias:
- Albergaria-a-Velha e Valmaior (sede)
- Alquerubim
- Angeja (vila)
- Branca (vila)
- Ribeira de Fráguas
- São João de Loure e Frossos

## Evolução da População do Município
| Número de habitantes | Número de habitantes | Número de habitantes | Número de habitantes | Número de habitantes | Número de habitantes | Número de habitantes | Número de habitantes | Número de habitantes | Número de habitantes | Número de habitantes | Número de habitantes | Número de habitantes | Número de habitantes | Número de habitantes | Número de habitantes |
| -------------------- | -------------------- | -------------------- | -------------------- | -------------------- | -------------------- | -------------------- | -------------------- | -------------------- | -------------------- | -------------------- | -------------------- | -------------------- | -------------------- | -------------------- | -------------------- |
| 1864                 | 1878                 | 1890                 | 1900                 | 1911                 | 1920                 | 1930                 | 1940                 | 1950                 | 1960                 | 1970                 | 1981                 | 1991                 | 2001                 | 2011                 | 2021                 |
| 11 259               | 13 173               | 12 877               | 13 526               | 14 614               | 14 754               | 15 293               | 16 880               | 17 870               | 18 446               | 18 010               | 21 326               | 21 995               | 24 638               | 25 252               | 24 840               |

(Número de habitantes que tinham a residência oficial neste município à data em que os censos se realizaram.)
| Número de habitantes por Grupo Etário | Número de habitantes por Grupo Etário | Número de habitantes por Grupo Etário | Número de habitantes por Grupo Etário | Número de habitantes por Grupo Etário | Número de habitantes por Grupo Etário | Número de habitantes por Grupo Etário | Número de habitantes por Grupo Etário | Número de habitantes por Grupo Etário | Número de habitantes por Grupo Etário | Número de habitantes por Grupo Etário | Número de habitantes por Grupo Etário | Número de habitantes por Grupo Etário | Número de habitantes por Grupo Etário |
| ------------------------------------- | ------------------------------------- | ------------------------------------- | ------------------------------------- | ------------------------------------- | ------------------------------------- | ------------------------------------- | ------------------------------------- | ------------------------------------- | ------------------------------------- | ------------------------------------- | ------------------------------------- | ------------------------------------- | ------------------------------------- |
|                                       | 1900                                  | 1911                                  | 1920                                  | 1930                                  | 1940                                  | 1950                                  | 1960                                  | 1970                                  | 1981                                  | 1991                                  | 2001                                  | 2011                                  | 2021                                  |
| 0-14 Anos                             | 4 547                                 | 5 114                                 | 5 024                                 | 5 086                                 | 5 343                                 | 5 406                                 | 5 767                                 | 5 650                                 | 5 618                                 | 4 569                                 | 4 162                                 | 3 893                                 | 3 191                                 |
| 15-24 Anos                            | 2 237                                 | 2 443                                 | 2 517                                 | 2 691                                 | 2 944                                 | 3 040                                 | 2 874                                 | 2 830                                 | 3 702                                 | 3 625                                 | 3 633                                 | 2 687                                 | 2 628                                 |
| 25-64 Anos                            | 5 555                                 | 5 715                                 | 5 845                                 | 6 131                                 | 7 034                                 | 7 654                                 | 8 087                                 | 7 850                                 | 9 507                                 | 10 847                                | 13 115                                | 14 118                                | 13 355                                |
| > 65 Anos                             | 1 018                                 | 1 159                                 | 1 098                                 | 1 221                                 | 1 308                                 | 1 527                                 | 1 718                                 | 1 720                                 | 2 499                                 | 2 954                                 | 3 728                                 | 4 554                                 | 5 666                                 |

(Obs: De 1900 a 1950, os dados referem-se à população presente no município à data em que eles se realizaram. Daí que se registem algumas diferenças relativamente à designada população residente)

## Política

### Eleições autárquicas[11]
| Data | %       | V       | %      | V      | %     | V     | %            | V            | %              | V    | %              | V   | %              | V   | %              | V  | %   | V   | %  | V  | Participação |                |
| Data | PPD/PSD | PPD/PSD | CDS-PP | CDS-PP | PS    | PS    | FEPU/APU/CDU | FEPU/APU/CDU | GDUP           | GDUP | PSN            | PSN | GCE            | GCE | BE             | BE | MPT | MPT | CH | CH | Participação |                |
| ---- | ------- | ------- | ------ | ------ | ----- | ----- | ------------ | ------------ | -------------- | ---- | -------------- | --- | -------------- | --- | -------------- | -- | --- | --- | -- | -- | ------------ | -------------- |
| Data | 1976    | 41,77   | 3      | 31,85  | 3     | 16,31 | 1            | 3,89         | -              | 1,95 | -              |     |                |     |                |    |     |     |    |    |              | 61,85 / 100,00 |
| 1979 | 37,26   | 3       | 34,04  | 2      | 22,25 | 2     | 3,51         | -            |                |      | 67,57 / 100,00 |     |                |     |                |    |     |     |    |    |              |                |
| 1982 | 37,30   | 3       | 30,10  | 2      | 25,26 | 2     | 3,46         | -            | 65,53 / 100,00 |      |                |     |                |     |                |    |     |     |    |    |              |                |
| 1985 | 39,15   | 3       | 39,84  | 3      | 14,24 | 1     | 3,63         | -            | 64,92 / 100,00 |      |                |     |                |     |                |    |     |     |    |    |              |                |
| 1989 | 30,40   | 2       | 52,14  | 4      | 13,11 | 1     | 1,40         | -            | 68,54 / 100,00 |      |                |     |                |     |                |    |     |     |    |    |              |                |
| 1993 | 33,38   | 3       | 44,38  | 3      | 15,95 | 1     | 1,50         | -            | 1,38           | -    | 67,03 / 100,00 |     |                |     |                |    |     |     |    |    |              |                |
| 1997 | 37,72   | 3       | 38,45  | 3      | 18,84 | 1     | 1,75         | -            |                |      | 64,57 / 100,00 |     |                |     |                |    |     |     |    |    |              |                |
| 2001 | 42,34   | 4       | 41,19  | 3      | 8,26  | -     | 1,30         | -            | 3,45           | -    | 0,78           | -   | 66,09 / 100,00 |     |                |    |     |     |    |    |              |                |
| 2005 | 57,20   | 4       | 23,13  | 2      | 11,99 | 1     | 2,12         | -            |                |      | 1,84           | -   | 66,18 / 100,00 |     |                |    |     |     |    |    |              |                |
| 2009 | 47,86   | 4       | 32,37  | 2      | 13,54 | 1     | 1,84         | -            | 1,67           | -    | 60,92 / 100,00 |     |                |     |                |    |     |     |    |    |              |                |
| 2013 | 37,05   | 3       | 43,49  | 4      | 9,97  | -     | 2,89         | -            | 1,55           | -    | 57,47 / 100,00 |     |                |     |                |    |     |     |    |    |              |                |
| 2017 | 26,07   | 2       | 60,61  | 5      | 6,26  | -     | 1,64         | -            | 1,53           | -    | 0,53           | -   | 61,23 / 100,00 |     |                |    |     |     |    |    |              |                |
| 2021 | 24,23   | 2       | 59,70  | 5      | 6,82  | -     | 1,57         | -            | 1,34           | -    |                |     | 1,87           | -   | 59,48 / 100,00 |    |     |     |    |    |              |                |

### Eleições legislativas
| Data | %     | %     | %     | %    | %     | %     | %        | %     | %    | %     | %    | %   | %       | % | %  | %  |
| Data | PSD   | CDS   | PS    | PCP  | UDP   | AD    | APU/ CDU | FRS   | PRD  | PSN   | B.E. | PAN | PSD CDS | L | CH | IL |
| ---- | ----- | ----- | ----- | ---- | ----- | ----- | -------- | ----- | ---- | ----- | ---- | --- | ------- | - | -- | -- |
| 1976 | 37,57 | 31,09 | 22,05 | 2,12 | 0,75  |       |          |       |      |       |      |     |         |   |    |    |
| 1979 | AD    | AD    | 24,34 | APU  | 0,93  | 63,40 | 4,56     |       |      |       |      |     |         |   |    |    |
| 1980 | AD    | AD    | FRS   | APU  | 0,59  | 65,51 | 4,33     | 23,20 |      |       |      |     |         |   |    |    |
| 1983 | 37,15 | 19,96 | 33,19 | APU  | 0,35  |       | 4,60     |       |      |       |      |     |         |   |    |    |
| 1985 | 40,29 | 17,42 | 21,12 | APU  | 0,70  | 4,37  | 11,80    |       |      |       |      |     |         |   |    |    |
| 1987 | 64,39 | 6,64  | 19,59 | CDU  | 0,24  | 2,92  | 2,38     |       |      |       |      |     |         |   |    |    |
| 1991 | 63,55 | 8,72  | 21,67 | CDU  |       | 1,76  | 0,34     | 1,16  |      |       |      |     |         |   |    |    |
| 1995 | 44,82 | 17,39 | 32,87 | CDU  | 0,23  | 1,94  |          | 0,27  |      |       |      |     |         |   |    |    |
| 1999 | 40,93 | 18,75 | 34,14 | CDU  |       | 2,58  | 0,30     | 0,73  |      |       |      |     |         |   |    |    |
| 2002 | 49,39 | 18,69 | 26,63 | CDU  | 1,74  |       | 1,33     |       |      |       |      |     |         |   |    |    |
| 2005 | 39,81 | 14,77 | 33,80 | CDU  | 2,66  | 4,21  |          |       |      |       |      |     |         |   |    |    |
| 2009 | 35,23 | 20,10 | 28,57 | CDU  | 3,26  | 7,71  |          |       |      |       |      |     |         |   |    |    |
| 2011 | 43,85 | 19,40 | 22,22 | CDU  | 3,48  | 3,87  | 0,76     |       |      |       |      |     |         |   |    |    |
| 2015 | CDS   | PSD   | 24,18 | CDU  | 3,91  | 8,34  | 0,77     | 54,25 | 0,30 |       |      |     |         |   |    |    |
| 2019 | 32,66 | 11,91 | 30,99 | CDU  | 2,52  | 9,07  | 2,84     |       | 0,57 | 0,90  | 0,76 |     |         |   |    |    |
| 2022 | 34,28 | 5,93  | 37,66 | CDU  | 1,49  | 3,92  | 1,22     | 0,69  | 7,48 | 3,83  |      |     |         |   |    |    |
| 2024 | AD    | AD    | 23,44 | CDU  | 37,31 | 1,02  | 3,19     | 1,52  | 1,98 | 21,41 | 4,09 |     |         |   |    |    |

## Transportes

### Rodoviários
Localizada no entroncamento de algumas dos mais importantes vias rodoviárias de Portugal -  A1, A25, IC2 e A29 / A17 -, a cidade de Albergaria-a-Velha beneficia de um conjunto de rápidos acessos aos mais importantes centros urbanos nacionais. Dispõe de um Centro Coordenador de Transportes com carreiras regulares para todo o país e Europa.

### Ferroviários
Albergaria-a-Velha é servida, desde 1910, pela Linha do Vouga. Apesar de o comboio ainda efetuar a paragem na plataforma, a Estação Ferroviária de Albergaria-a-Velha, localizada no centro da cidade, está atualmente desativada.

### Marítimos
O porto marítimo mais próximo é o Porto de Aveiro, a 32,4 Km.

### Aéreos
O aeroporto mais próximo é o Aeroporto Francisco Sá Carneiro, a 78,5 Km, na cidade da Maia.

## Turismo

### Rota dos Moinhos
O município de Albergaria-a-Velha foi sempre, ao longo da história, uma terra de inúmeros moinhos de água. Embora existam em todo o município, é ao longo do Rio Caima que temos as unidades de maior expressão e importância, uma vez que o seu caudal mais estável permitia uma laboração permanente. Também no Rio Fílveda e no Rio Jardim, nas ribeiras de Albergaria-a-Velha, Fontão, Frias, Fial e Mouquim, e nas inúmeras cargas e valas de todas as freguesias, se encontram vestígios ou registos de 356 moinhos, sendo, até à data, o município na Europa com o maior número de moinhos de água devidamente documentados. Estes moinhos foram edificados sobretudo nos séculos XVIII e XIX, com recursos a materiais de construção locais, e serviam essencialmente para moagem de milho e de trigo, tendo sido também usados para o descasque do arroz produzido na região do Baixo Vouga.

### Monte da Sra. do Socorro
O monte da Senhora do Socorro, a antiga Pedra de Águia a que se refere a Carta do Couto de Osselôa, é local de peregrinação de terras próximas e afastadas. Dali se desfruta um panorama deslumbrante para a Serra e para o Mar. A Capela do Santuário da Sra. do Socorro situa-se numa elevação conhecida como Bico do Monte, a 2 km do centro da cidade. A construção do templo data de 1857 e surge em cumprimento de uma promessa feita a Nossa Senhora para acabar com o flagelo da cólera-morbus que grassou a região em 1855. O cruzeiro de granito de Nossa Senhora do Socorro. que se encontra a poucos metros da capela. remonta ao século XVII e situava-se originalmente na entrada sul de Albergaria-a-Velha. Apresenta a seguinte inscrição: "Aqui começa a Albergaria da Rainha D. Teresa".

### Pateira de Frossos
Localizada a Sudoeste do município de Albergaria-a-Velha, em pleno Baixo Vouga Lagunar, a Pateira de Frossos apresenta uma biodiversidade típica do sistema lagunar da Ria de Aveiro, que se sustenta na complexidade geográfica e hidrográfica da sua rede de canais. Como habitat de aves migradoras, a Pateira de Frossos destaca-se pela sua diversidade e valor ecológico, sendo um local privilegiado para a prática de observação de aves, desportos associados à natureza (tais como o BTT e canoagem), percursos pedestres e percursos equestres.

## Património
- Casa e Capela de Santo António
- Castelo e Palacete da Boa Vista
- Casa do Dr. António Fortunato de Pinho - Arte Nova
- Cine-Teatro Alba
- Igreja Matriz de Albergaria-a-Velha
- Pelourinho de Angeja
- Pelourinho de Frossos
- Mamôa de Açôres
- Mamôas do Taco

## Indústria
O município de Albergaria-a-Velha foi sede de importantes indústrias a nível nacional (já extintas), nos sectores da metalurgia, fundição e design industrial, minas e celulose, com destaque para:
- Companhia de Celulose do Caima
- Fábricas Metalúrgicas Alba
- Minas do Palhal

## Gastronomia
A gastronomia do município é rica e variada, com destaque para:
- Bacalhau Assado
- Cabrito Assado
- Lampreia
- Leitão de Angeja
- Pão do Fontão
- Regueifa de Canela
- Rojões
- Vitela Assada
- Os Turcos - por Margarida Ferreira Coutinho, confeiteira do doce regional Os Turcos, uma especialidade centenária do município de Albergaria-a-Velha.[21][22][23]

## Desporto

### Clubes
- Clube de Albergaria
- Clube Desportivo de Campinho
- Sport Clube Alba